# Netelia albovariegata
Netelia albovariegata là một loài tò vò trong họ Ichneumonidae.